# Earle Birney
Alfred Earle Birney OC FRSC (* 13. Mai 1904 in Calgary; † 3. September 1995 in Toronto, Ontario) war ein kanadischer Dichter, der bedeutende Werke zur kanadischen Poesie des 20. Jahrhunderts beitrug und seit seiner ersten Gedichtsammlung David and Other Poems (1942) konsequent die sprachlichen Ressourcen mit Leidenschaft und spielerischer Neugier erforschte. Während seiner schriftstellerischen Laufbahn war er experimenteller Dichter, der über zwanzig Gedichtbände veröffentlichte, die ebenso weit in Form und Stimme als auch in den Themen variierten. Seine Gedichte offenbaren seine ständige Sorge seine enzyklopädischen Erfahrungen über Kanadas geografische oder kulturellen Reichweiten, Natur, Reisen oder Studien der Liebe in einer wunderbar geschickten und geschmeidigen, aber immer ernsthaften Sprache wiederzugeben. Darüber hinaus befasste er sich in zahlreichen Veröffentlichungen mit dem Leben und Werk von Dichtern wie Geoffrey Chaucer und Malcolm Lowry, aber auch über den Bergführer und Trapper Konrad Kain.

## Leben
Birney verbrachte seine Kindheit in Alberta, zunächst auf einer Farm in Ponoka und später in Banff. Nach dem Grundschulbesuch arbeitete er als Packer und Bergführer in den kanadischen Rocky Mountains, ehe er in Creston den Abschluss der High School nachholte. Nach einer darauf folgenden Tätigkeit als Bankangestellter begann er 1922 ein Studium der Wissenschaften an der University of British Columbia (UBC) und später ein Studium der Anglistik mit einem Schwerpunkt in Alt- und Mittelenglisch an der UBC. Während seines Studiums war er Herausgeber der Studentenzeitung der UBC,  The Ubyssey, wurde aus dieser Funktion aber durch die Universitätsverwaltung entlassen, was zu einer Kontroverse an der Universität führte. Zur Finanzierung seines Studiums arbeitete er als Maler, Verkäufer, Holzfäller und Vermessungsgehilfe sowie als Artikelschreiber und Werbetexter für die Point Grey Gazette. 1926 wechselte er an die University of Toronto und erwarb dort 1927 einen Master of Arts im Fach Englisch (M.A. English).
Nach dem Tod seines Vaters 1927 verzog Birney, der zu dieser Zeit ein überzeugter Anhänger des Marxismus-Leninismus war, nach San Francisco, wo er im Stadtteil Telegraph Hill lebte, und begann sein postgraduales Studium zu Erlangung eines Doctor of Philosophy (Ph.D.) an der  University of California, Berkeley. Wegen der damals beginnenden Weltwirtschaftskrise musste er jedoch zunächst eine Tätigkeit als Dozent an der Englischabteilung der University of Utah annehmen, ehe er 1934 mit einem Stipendium der Royal Society of Canada (RSC) sein Ph.D.-Studiengang an der Universität London fortsetzte. Nach der Überfahrt mit einem Trampdampfer finanzierte er seinen dortigen Lebensunterhalt neben dem Stipendium auch als Mitarbeiter in der British Library sowie der Zentrale der Independent Labour Party (ILP). In der Folgezeit unternahm er auch Reisen nach Norwegen, wo er mit Leo Trotzki zusammentraf, und nach Berlin, wo er während eines Aufmarsches der NSDAP wegen der Verweigerung des Hitlergrußes vorübergehend festgenommen wurde.
1936 kehrte Birney nach Kanada zurück und erwarb dort seinen Ph.D. an der University of Toronto mit einer Dissertation über Geoffrey Chaucer. Nach weiteren Lehrtätigkeiten war er während des Zweiten Weltkrieges von 1942 bis 1945 Personaloffizier der Canadian Army. 1942 gewann Birney für David and Other Poems erstmals den Preis des Generalgouverneurs (Governor General’s Award for Poetry) und erhielt diesen Preis zum zweiten Mal 1945 für Now Is Time. Er war in der Folgezeit nicht nur als Dichter schriftstellerisch tätig, sondern auch als Dramatiker, Romanautor und Herausgeber.
Nach einer Tätigkeit als Dozent für kreatives Schreiben und Literatur, übernahm Birney 1946 eine Professur an der University of British Columbia und lehrte dort bis 1965. Für Turvey – A Military Picaresque (1949), einen düster-komischen Roman über den Zweiten Weltkrieg, gewann er 1950 den Stephen-Leacock-Award for Humour. 1953 wurde ihm von der Royal Society of Canada die Lorne-Pierce-Medaille für Literatur verliehen. An der UBC gründete und leitete er das erste Studienprogramm für kreatives Schreiben in Kanada, das an der UBC 1965 letztlich zur Gründung der ersten Abteilung für kreatives Schreiben an einer kanadischen Universität führte. Zu seinen Helfern beim Aufbau des Studienprogramms für kreatives Schreiben gehörten auch der Literaturwissenschaftler Warren Tallman und dessen Ehefrau Ellen King, die 1956 Dozententätigkeiten an der UBC begannen, sowie Roy Daniells, während der spätere Gewinner des Governor General’s Award for Fiction, Jack Hodgins, einer seiner Studenten war. 1965 wurde Birney, der in den 1960er Jahren auch junge Dichter wie Joe Rosenblatt unterstützten, erster Writer in Residence an der University of Toronto.
Für seine langjährigen Verdienste um die kanadische Literatur wurde Birney am 26. Juni 1970 mit dem Offizierskreuz des Order of Canada (OC) ausgezeichnet.
In seinen unterschiedlichen poetischen Arbeiten und Stilen wie konkreter und visueller Poesie, aber auch in seiner Sammlung aufgenommener Gedichte mit dem Percussionensemble Nexus (1982) demonstrierte Birney sein tiefes Engagement dafür, dass Sprache in jedem möglichen und beredten Weg eine Bedeutung hat. Zu seinen späteren Werken, die teilweise in dem 1970 von Brian Brett mitbegründeten Verlag Blackfish Press erschienen, gehörten Fix (1985), Words on Waves: Selected Radio Poems (1985) sowie Essays on Chaucerian Irony (1985). Nach seinen Memoiren Spreading Time: Remarks on Canadian Writing and Writers 1904-1949 (1989) erschien seine letzte Gedichtsammlung Last Markings (1991).

## Werk
In der Identitätsdiskussion im Kanada der 1940er und 1950er Jahre ("Was ist Kanada?") spielte Birney eine Rolle. In seinem Gedicht „Can. Lit.“ (1947, überarbeitet 1966) sah er vor allem die Geschichtslosigkeit und das Fehlen von Tradition des Landes, dies im Unterschied zu den USA, als maßgeblich an:

„… We French, we English never lost our civil war/ Endure it still, a bloodless civil bore/ No wounded lying about, no Whitman wanted/ It’s only by our lack of ghosts we’re haunted.“

## Veröffentlichungen
| - English irony before Chaucer, 1937 - The beginnings of Chaucer's irony, 1939 - On going to the wars: an ode to my wife, 1941 - The two worlds of Geoffrey Chaucer, 1941 - David, and other poems, 1942 - Is Chaucer's irony a modern discovery?, 1942 - Now is time, 1945 - Canada calling: an outline of the development of Canadian international short-wave broadcasting through the activities of the Canadian Broadcasting Corporation, 1946 - Has poetry a future in Canada?, 1946 - Atlantic coast, 1947 - Atlantic door, 1947 - Pacific door, 1947 - Bird in the bush, 1948 - Conrad Kain, 1883-1934, 1948 - From the hazel bough, 1948 - Gulf of Georgia, 1948 - Inside path, 1948 - The Strait of Anian: selected poems, 1948 - Wind at the cliffs, 1948 - World War III, 1948 - TURVEY – A Military Picaresque, 1949 - Down the long table, 1950 - Driftwood, 1950 - Slug in woods, 1951 - Trial of a city and other verse, 1952 - Images in place of logging, 1953 - Twentieth century Canadian poetry, 1953 - What is a plant?, 1954 - Malcolm Lowry poeta, 1955 - Academic obligations and low academic salary have hindered me in writing poetry, 1957 - The damnation of Vancouver: a comedy in seven episodes, 1957 - Wind-chimes in a ruin, 1957 - Biography, 1959 - Canadian Northland, 1959 - Conference of heads, 1960 - Mammorial stunzas for Aimee Simple McFarcen, 1960 - Montreal, 1960 - The inhibited and the uninhibited: ironic structure in the "Miller's tale", 1960 - Random remarks on a random world, 1960 - Reverse on the coast range, 1960 - The Kootenay highlander, 1960 - Time bomb, 1960 - Actopans, 1961 - Canadian literature, 1961 - Ellesmereland, 1961 - First tree, 1961 - The unknown poetry of Malcolm Lowry, 1961 - Ulysses, 1961 - Bangkok boy, 1962 - Beldams of Tepoztlan, 1962 - Ice, cod, bell, or stone: a collection of new poems, 1962 - Letter to a Cuzco priest, 1962 - Malcolm Lowry, poète méconnu, 1962 - Quebec May, 1962 - The writer and the Canadian university, 1962 - The bear on the Delhi Road: selected poems, 1963 - Barranquilla Bridge, 1964 - Canada: case history, 1964 - Caracas, 1964 - Cartegena de Indias: Ciudad triste, ayer reina de la mar (Heredia), 1964 - Conducted tour: San Juan de Ulua, 1964 - Decomposition, 1964 - Five poems by Earle Birney, 1964 - For George Lamming, 1964 - Grey-rocks, 1964 - Hot springs: Nueve Ixtapan, 1964 - Kootenay October, 1964 - Looking from Oregon, 1964 - Meeting of strangers, Port-of-Spain, 1964 - Nayarít, 1964 - Near False Creek Mouth: new poems, 1964 - Poetry circle tavern, 1964 - Skull in grass, 1964 - Still-life, 1964 - This study is less specialized than its title might suggest, 1964 - Two poems, 1964 - Wake Island, 1964 - Yallahs mountain transistor, 1964 - Alaskan passage, 1965 | - Aluroid, 1965 - Appeal to a lady with a diaper, 1965 - Arrivals Wolfville, 1965 - A six-sided square in Mexico, 1965 - Buenos Aires, 1965 - Captain Cook, 1965 - Curaçao, 1965 - On Cartagena, his native city, 1965 - Prosperity in Poza Rica, 1965 - Saltfish and ackee, 1965 - State of Sonora, 1965 - These with wind, 1965 - Twenty-third flight, 1965 - Villanelle, 1965 - Vitus Bering, 1965 - Candidate's prayer before Master's Oral, 1966 - Epidaurus, 1966 - Flying fish, 1966 - Haiku, 1966 - Holiday in the foothills, 1966 - Hot springs, 1966 - John Cabot, 1966 - Nobody's as poor as a poor man. From the Hungarian of Joszef Attila, 1966 - Plaza del inquisición, 1966 - Selected poems 1940-1966, 1966 - Some poems by Earle Birney, 1966 - The creative writer, 1966 - The mammoth corridors, 1966 - There are delicacies in you, 1966 - Vancouver lights, 1966 - Way to the West, 1967 - Memory no servant, 1968 - Fragments for th wind, 1969 - Like an eddy, 1969 - Pnomes jukollages & other stunzas, 1969 - The poems of Earle Birney: a New Canadian library selection, 1969 - Driving up the Sacramento Valley, 1970 - Earle Birney: Phonotape, 1970 - Natural History Museum, 1970 - Rag & bone shop, 1970 - Christchurch, N.Z., 1971 - Daybreak : high Rockies, 1971 - On the night jet, 1971 - Pachucan miners, 1971 - Poet-tree 1, 1971 - Six poems, 1971 - I accuse us, 1972 - If you were here, 1972 - S(t)ing rays, 1972 - The cow jumped over the moon: the writing and reading of poetry, 1972 - Buildings, 1973 - Cucarachas in Fiji, 1973 - Four feet between, 1973 - What's so big about green?, 1973 - 1984 minus 17 & counting at u of waterloo, 1973 - Ancient Cana-bardic lament, 1974 - The collected poems of Earle Birney, 1975 - Collected Poems 1 & 2 in Slipcase, 1975 - She is, 1975 - To Swindon from London by Britrail aloud / Bagatelle, 1975 - Alphabeings & other seasyours, 1976 - The rugging and the moving times: poems new and uncollected 1976, 1976 - Damnation of Vancouver, 1977 - Ghost in the wheels: selected poems, 1977 - Big bird in the bush: selected stories and sketches, 1978 - Fall by fury & other makings, 1978 - Spreading time, 1980 - Copernican fix, 1985 - Essays on Chaucerian irony, 1985 - Words on Waves: selected radio plays of Earle Birney, 1985 - Last makings: poems, 1991 - Celebration! Selected Canadian Poets (#1), 2000 - One Muddy Hand: Selected Poems2006 |